# Claudio Torelli
Pour les articles homonymes, voir Torelli.
Claudio Torelli (né le 23 janvier 1954 à Parme) est un coureur cycliste italien des années 1980.

## Biographie
Professionnel de 1978 à 1986, Claudio Torelli a notamment remporté une étape du Tour d'Italie 1981.

## Palmarès

### Palmarès amateur
- 1974
  - 5ea étape du Baby Giro
- 1975
  -  Champion du monde militaire du contre-la-montre par équipes (avec Mario Gualdi, Alessandro Cardelli et Simbodi)
- 1976
  - 2e du Trofeo Papà Cervi
- 1977
  - Trofeo Papà Cervi
  - Gran Premio Pisignano di Cervia
  - 2e du Trofeo Framesi

### Palmarès professionnel
- 1979
  - 2e du Grand Prix du canton d'Argovie
- 1980
  - 2e de Cagliari-Sassari
- 1981
  - 3e étape du Tour des Pouilles
  - 3eb étape du Tour du Trentin (contre-la-montre)
  - 16e étape du Tour d'Italie
  - 2e du Tour des Pouilles
  - 4e de Milan-San Remo
- 1982
  - 2e du championnat d'Italie sur route (Trois vallées varésines)
  - 3e du GP Montelupo
- 1983
  - Trofeo Laigueglia
  - 2e du Trophée Matteotti
- 1984
  - 2e du Tour des Pouilles
  - 3e du Trofeo Laigueglia
  - 8e du Championnat de Zurich

## Résultats sur les grands tours

### Tour d'Italie
7 participations
- 1978 : abandon (15e étape)
- 1979 : 49e
- 1980 : abandon (7e étape)
- 1981 : 34e, vainqueur de la 16e étape
- 1982 : 31e
- 1983 : 83e
- 1984 : 46e
- 1985 : 101e